# 47e brigade d'artillerie (Ukraine)
Pour les articles homonymes, voir 47e brigade.
La 47e brigade d'artillerie (en ukrainien : 47-ма окрема артилерійська бригада, abrégé en 47 ОАБр ; numéro d'unité militaire A7113) est une grande unité des troupes d'artillerie des Forces terrestres ukrainiennes.

## Historique
La brigade est créée le 19 octobre 2022. À l'automne 2022, elle est envoyée à l'entrainement à l'étranger et devait recevoir du matériel militaire occidental. 
En janvier 2023, elle est déployée près de la frontière russe dans l'oblast de Kharkiv,.
Début juin 2023, la 47e brigade d'artillerie entre en action, pour la première fois, dans le cadre de la contre-offensive ukrainienne, dans le secteur de Velyka Novossilka et de Vouhledar dans l'oblast de Donetsk, à Rozdolne (uk), en frappant les positions russes en soutien aux attaques menées par la 37e brigade de marine, en se concentrant en particulier sur les tirs de contrebatterie,,. Au début de septembre 2023, la brigade est juste en arrière du front, localisée au nord-est d'Houliaïpole.

## Équipement
La 47e brigade d'artillerie dispose au début de 2023 d'obusiers de 152 mm modèles 2A36 et 2A65 ainsi que du canon automoteur 2S22 Bohdana,.